# Lee Jung-shik
Lee Jung-shik (en hangul, 이정식; 6 de julio de 1995), es un actor y modelo surcoreano activo desde el año 2016.

## Vida personal
Nació y se crio en Samcheok, provincia de Gangwon. Se graduó en la Universidad Myongji, en Seúl, y también se formó como modelo en la Academia de Entretenimiento de Corea. Con el objetivo de fortalecer su físico y evitar futuras interrupciones en su carrera, umplió el servicio militar muy joven, recién graduado y antes de lo habitual entre los actores; durante el mismo siguió estudiando actuación y pudo empezar su carrera.

## Carrera
Lee está afiliado a la agencia Namoo Actors desde 2015.
Empezó su carrera como modelo publicitario y de moda en publicaciones y anuncios de televisión. Entró en la industria del entretenimiento en 2016 con el video musical de Blue Me «Because of You». Debutó en televisión en 2019 con la serie de SBS Farming Academy, un drama centrado en la vida de algunos estudiantes universitarios del Colegio Nacional de Agricultura y Pesca, y que se desarrolló en dos temporadas ese mismo año. También de 2019 fueron su papel protagonista en la serie web I Have Three Boyfriends, producida por JTBC Digital Studios, y una pequeña aparición en la más conocida Love with Flaws. Todo ello le valió ser considerado un miembro prometedor de la nueva generación de actores.
En 2021 volvió a protagonizar otro drama juvenil, Summer Guys, sobre cuatro jóvenes que intentan hacer revivir un antiguo bar de cócteles en la playa. Para ese mismo año estaba previsto el estreno de la serie Dear.M, donde Lee tiene el papel de Moon Joon, pero KBS lo aplazó indefinidamente debido a que la protagonista Park Hye-su había sido acusada de episodios de violencia escolar y quería esperar a la resolución judicial del caso. Tras algunas vicisitudes, se estrenó finalmente en 2025, pero en un canal secundario, KBS Joy.
En 2022 interpretó en Tracer a Kim Young-tae, un fiscal amigo del protagonista Hwang Dong-joo (Im Si-wan), al que ayuda en un caso de malversación de fondos. En marzo del año siguiente Namoo Actors anunció que el actor había sido elegido para la serie original de TVING I Am a Running Mate, otra producción que sufriría un retraso considerable en su emisión, pues estaba ya terminada en octubre de ese año, ya que se exhibió en el Festival Internacional de Cine de Busan, pero no llegaría a antena hasta junio de 2025. En ella, un drama juvenil sobre un proceso electoral en una escuela secundaria, Lee es uno de los protagonistas.

## Filmografía
Cine
| Año | Título     | Hangul     | Papel         | Notas                              | Ref. |
| --- | ---------- | ---------- | ------------- | ---------------------------------- | ---- |
| —   | Oh My Kiss | 오마이키스 | Lee Hae-seung | Protagonista; sin fecha de estreno |      |

### Series de televisión
| Año  | Título                  | Papel                    | Canal               | Notas                                  | Ref.                 |
| ---- | ----------------------- | ------------------------ | ------------------- | -------------------------------------- | -------------------- |
| 2019 | Farming Academy         | Lee Hae-seung            | SBS                 | Cuatro episodios                       | [ 8 ] [ 9 ]          |
| 2019 | I Have Three Boyfriends | Geon Woo                 | Story Lab (YouTube) | Serie web, protagonista                | [ 10 ] [ 11 ]        |
| 2019 | Farming Academy 2       | Lee Hae-seung            | SBS                 |                                        | [ 12 ] [ 13 ]        |
| 2019 | Love with Flaws         | Estudiante universitario | MBC                 |                                        | [ 14 ]               |
| 2021 | Summer Guys             | Ma Tae-ho                | Seezn               | Serie web                              | [ 15 ] [ 16 ]        |
| 2022 | Tracer                  | Kim Young-tae            | MBC                 | Primera temporada                      | [ 17 ]               |
| 2022 | Tracer                  | Kim Young-tae            | MBC                 | Segunda temporada                      | [ 18 ]               |
| 2025 | Dear.M                  | Moon Joon                | KBS Joy             | Serie de 2021, estreno aplazado a 2025 | [ 6 ] [ 19 ]         |
| 2025 | Hyper Knife             | Ha Woo-young             | Disney+             | Serie web                              | [ 20 ] [ 21 ] [ 22 ] |
| 2025 | I Am a Running Mate     | Kwak Sang-hyun           | TVING               | Serie web, protagonista                | [ 23 ] [ 24 ]        |

### Vídeos musicales
| Año  | Tema musical           | Artista        | Notas                             | Ref.          |
| ---- | ---------------------- | -------------- | --------------------------------- | ------------- |
| 2016 | «Because of you»       | Blue Me        |                                   | [ 1 ]         |
| 2019 | 변했어 («Cambiado»)    | DeAid          |                                   | [ 25 ] [ 26 ] |
| 2022 | 너의 여행 («Tu viaje») | Yoon Jong-shin | Proyecto «Monthly Yoon Jong-shin» | [ 27 ]        |